# 炮筒公路

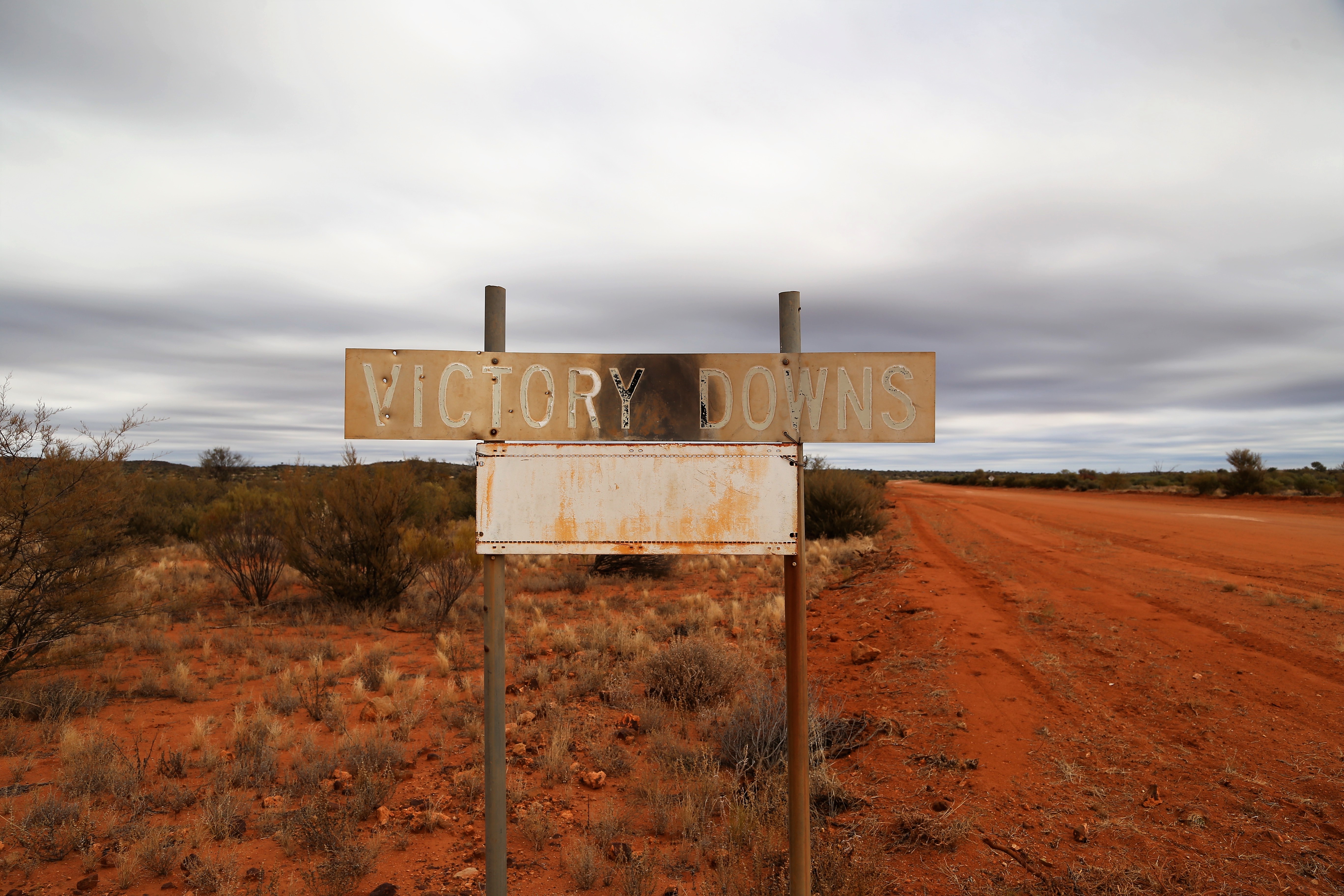
标志标志胜利丘陵的边界，开始原来的炮筒公路。 这段路现在被称为马尔加帕克。

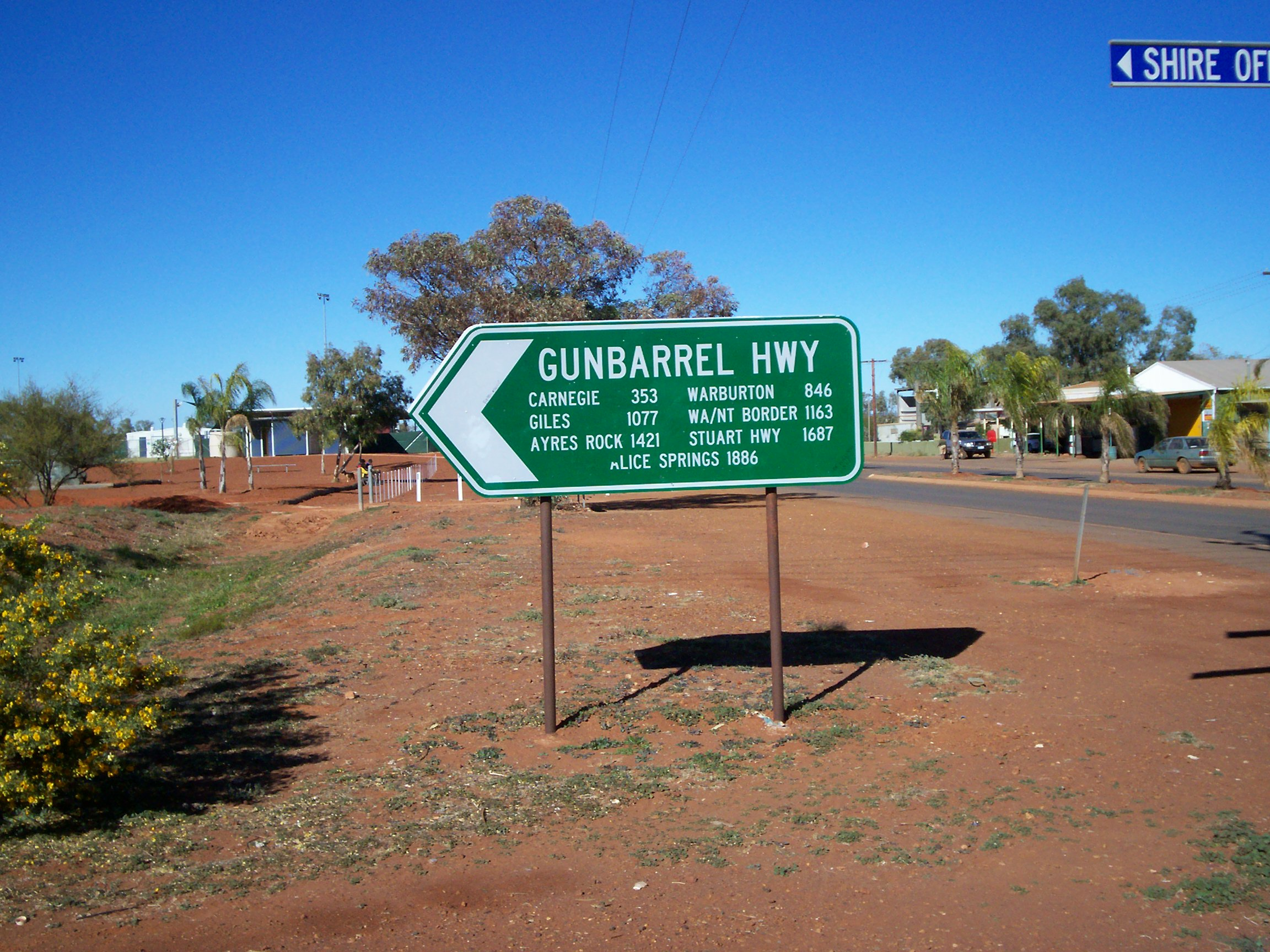
在澳大利亚西部的 Wiluna 签名。

炮筒公路（英語：Gunbarrel Highway）是位于北领地、南澳大利亚和西澳大利亚的一条与世隔绝的沙漠通道。 它由大约1,350公里（840英里）的瓦沙道、严重的地沟、石头、沙子和洪泛平原组成。炮管高速公路连接了北领地的胜利丘陵和西澳大利亚的卡内基车站。一些消息来源错误地显示了高速公路向西延伸至威卢纳。这条公路是作为澳大利亚在武器研究机构伍默拉的一部分而修建的，这个机构包括 Emu Field 和马拉灵加，两个都是原子弹试验基地。 这个名字来源于伦·比德尔的炮筒公路建设党，因为他的目的是修建像炮筒一样笔直的道路。

## 历史
炮筒公路的建设有三个主要原因。首先是为未来的气象站提供通道，在南澳大利亚进行原子武器试验之前，预测上风。第二个项目是沿着从伍默拉发射的火箭的中心线进行测量，第三个项目是允许澳大利亚国家测绘司的测量人员继续对澳大利亚内陆鲜为人知的地区进行大地测量。建设的一个结果是完成了横跨澳大利亚中部的第一条东西公路连接线。

### 第一阶段
这条公路从1955年开始分四个阶段修建。11月初，Gunbarrel Road Construction Party（GRCP）在南澳大利亚州的库伯佩迪附近组装，一半来自阿德莱德，一半来自推土机，另一半来自马拉灵加，由 Len Beadell 领导。起点是胜利丘陵家园正好北部的边界与北领土，和24公里（15英里）斯图亚特公路以西。工程于1955年11月13日开始，继续向西至马尔加帕克。在大约35公里（22英里）之后发生了一次中断，这台平地机的叶片安装螺栓撞到了 Mulga 一棵被淹没的树根后折断。比德尔匆匆忙忙地返回艾丽斯斯普林斯，取回零件。这条公路于12月2日到达马尔加帕克，当年由于推土机的启动引导发动机失灵，那里的建设停止了。Beadell 继续进行地面侦察，然后在12月7日进行了空中勘察，从 Mount Davies 附近的一个天然简易机场起飞，飞往未来气象站所在的 Rawlinson Ranges。带着所获得的知识，比德尔率领一个由四辆路虎车组成的地面部队来到了12月12日建造一个石堆的地点。这个地方以欧内斯特·贾尔斯（1874年第一个勘探这个地区的欧洲人）的名字命名为贾尔斯。在返回 Mount Davies 途中，比德尔的路虎（Land Rover）的后轴断了，于是从其它车辆上借用了一个车轴，这个车轴留下来第二年再找回来。